# Торубаров Дмитро Романович
Дмитро Романович Торубаров (нар. 5 травня 1897, Бердянськ — пом. ?) — український радянський архітектор і педагог.

## Біографія
Народився 5 травня 1897 року в місті Бердянську (нині Запорізька область, Україна). Упродовж 1926—1930 років навчався на архітектурному факультеті Харківського художнього інституту у Олексія Бекетова, Михайла Покорного.
З 1930 року викладав у Харківському інженерно-будівельному інституті і Полтавському інституті інженерів сільськогогосподарського будівництва.

## Архітектурна діяльність
Серед робіт
у Харкові
- зимовий тенісний крт стадіону «Динамо» (1932—1939);
- житлові будинки (1934—1935);
- планування й архітектурне оформлення Червонозаводського парку (1935);
- внутрішнє оформлення Картинної галереї (1935);
- гуртожиток для трудової комуни (1940);
- технікум Промтранспорту (1944);

інші
- дитячий санаторій у Бердянську (1933—1934);
- архітектурна частина пам'ятника Григорію Сковороді у селі Сковородинівці Золочівського району Харківської області (1938, скульптор Ірина Мельгунова)[1].

Писав наукові статті з питань архітектури та будівництва.